# Ludwig Greß

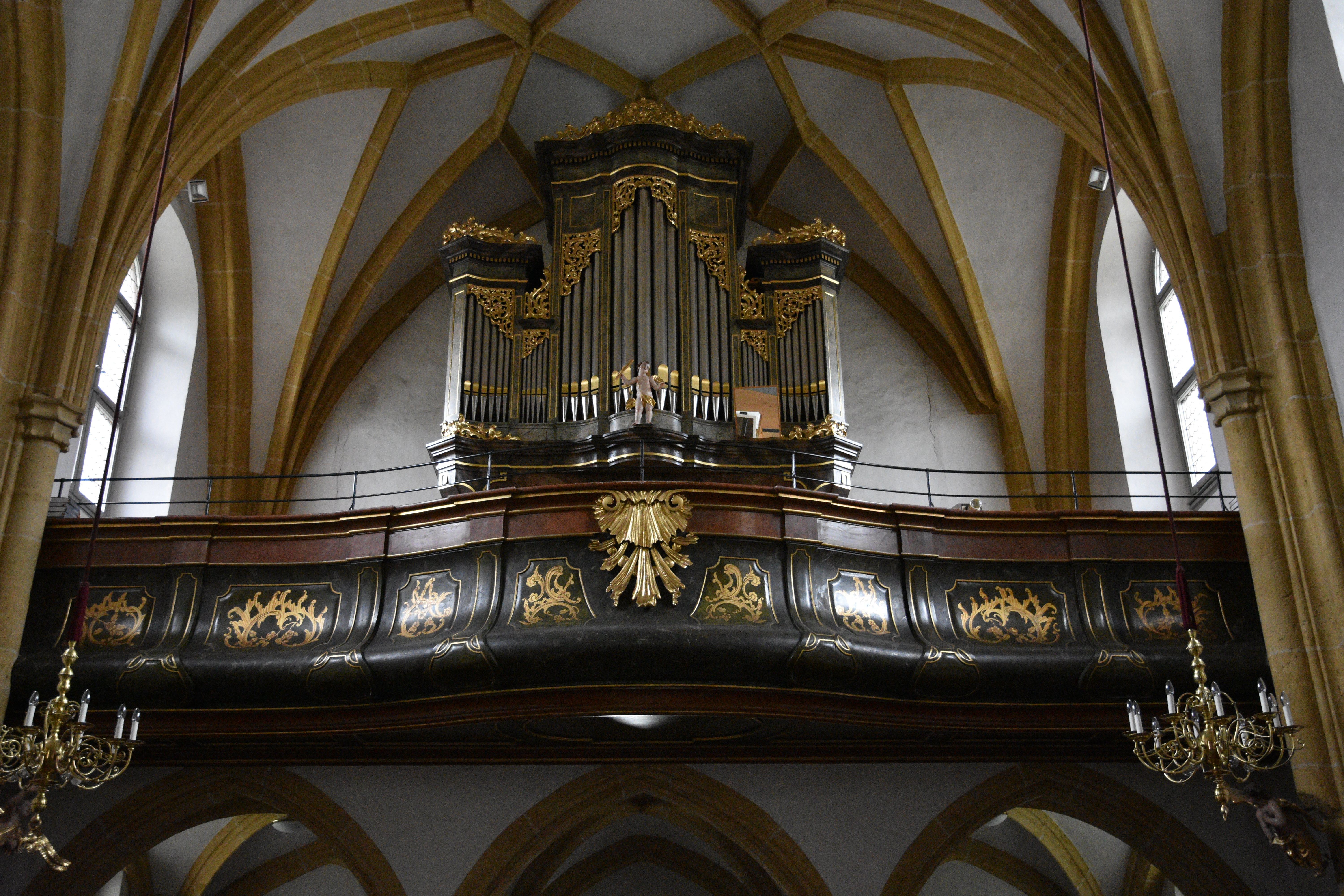
Pfarrkirche Krieglach

Ludwig Greß (* 1747 in Mutzig, Elsass; † 27. September 1824 in Graz) war ein österreichischer Orgelbauer.

## Leben
Ludwig Greß kam im Jahre 1770 nach Graz und arbeitete als Orgelbauergeselle bei Kaspar Mitterreither in Graz. Nach dessen Tod heiratete er 1780 dessen Witwe Regina Mitterreither und führte so den Orgelbetrieb seines Meisters Kaspar Mitterreither fort. Ludwig Greß errichtete Orgeln in der Steiermark wie auch in Slowenien.

## Werkliste
| Jahr | Ort                           | Gebäude                                 | Bild | Manuale | Register | Bemerkungen |
| ---- | ----------------------------- | --------------------------------------- | ---- | ------- | -------- | --- |
| 1780 | Straden                       | St. Sebastian                           |      | I       | 6        | erhalten |
| 1785 | Graz                          | Franziskanerkloster Graz                |      |         |          | nicht erhalten erhalten, 1858 ersetzt durch eine Orgel von Matthias Mauracher, dzt. Orgel aus 2002 von Alexander Schuke/Berlin |
| 1786 | Murau                         | Stadtpfarrkirche Murau                  |      | II/P    | 17       | Umbau der Orgel von Joseph Meyenburg (1698); erhalten                                                                          |
| 1788 | Sankt Katharein an der Laming |                                         |      |         |          | Prospekt erhalten |
| 1795 | Kammern im Liesingtal         | Pfarrkirche Kammern                     |      | I/P     | 12       | 1840 erweitert; erhalten |
| 1795 | St. Kathrein am Hauenstein    | Pfarrkirche St. Kathrein am Hauenstein  |      |         |          | Gehäuse erhalten |
| 1798 | Strallegg                     | Pfarrkirche Strallegg                   |      | I/P     | 10       | Prospekt erhalten |
| 1798 | Lebring                       | Pfarrkirche St. Margarethen bei Lebring |      | I/P     | 10       | Prospekt erhalten |
| 1798 | Dechantskirchen               | Pfarrkirche Dechantskirchen             |      | I/P     | 8        | Prospekt erhalten |
| 1799 | Krieglach                     | Pfarrkirche Krieglach                   |      | II/P    | 16       | Prospekt erhalten |
| 1803 | Hofkirchen bei Hartberg       | St. Stefan                              |      | I/P     | 9        | erhalten |
| 1806 | Kirchberg an der Raab         | Pfarrkirche Kirchberg an der Raab       |      |         |          | Prospekt erhalten |
| 1807 | Turnau                        | Pfarrkirche Turnau                      |      |         |          | Prospekt erhalten |
| 1808 | Schäffern                     | Pfarrkirche Schäffern                   |      |         |          | Prospekt erhalten |